# Henry de Rouville
Pour les articles homonymes, voir Rouville.
Henry Gervais de Rouville dit Henry de Rouville est un contreténor français né le 7 septembre 1955 à Neuilly-sur-Seine, mort le 24 novembre 1988 à Paris 15e.

## Formation et carrière musicale
Après des études d'histoire en Sorbonne, Henry de Rouville dépose (à dix-huit ans) ses premières compositions musicales à la Sacem : deux pièces pour flûte traversière. Il s'oriente vers le chant en 1977, lorsqu'il rencontre le haute-contre britannique Alfred Deller dont il reçoit les conseils. Élève de la contralto néerlandaise Aafje Heynis, il suit plusieurs stages sous la direction de Deller qu'il considère comme son maître et avec qui il garde des rapports privilégiés.
Il appartient pendant deux ans à l’ensemble vocal de musique baroque La Chapelle royale, dirigé par Philippe Herreweghe, où il perfectionne son approche de la musique ancienne. Il aborde ensuite le répertoire contemporain en devenant, de 1979 à 1981, membre du Groupe vocal de France conduit par John Alldis.
Au cours de cette période, il forme un duo avec Catherine Caumont (clavecin) en 1979, un duo avec Philippe Huelle (luth) en 1980 et un duo avec Yves Cuenot (orgue) en 1981. En parallèle, il se produit en France dans divers festivals (Saintes, Strasbourg, Paris) et à l'étranger (Yougoslavie, Pologne, Italie, Portugal, notamment), ainsi que pour plusieurs stations de radios et chaînes de télévision.
Il participe en tant que choriste à deux enregistrements discographiques consacrés à Roland de Lassus et Francis Poulenc ».
Henry de Rouville, qui est également journaliste, écrit quelques chroniques musicales dans le quotidien régional La Dépêche du Midi et l’hebdomadaire Le Tarn Libre ainsi que pour la revue spécialisée Opéra international.
Entre-temps, en 1980, Henry de Rouville est lauréat de la Fondation de la vocation, créée par Marcel Bleustein-Blanchet, président de l'agence de communication Publicis.
À partir de 1983, en dehors des récitals qu’il donne en France et à l’étranger, Henry de Rouville se rend régulièrement à la Schola Cantorum de Bâle pour suivre les cours du contreténor belge René Jacobs, un des disciples d’Alfred Deller.
En septembre 1984, accompagné au luth par Philippe Huelle, il enregistre six chansons anglaises de l'époque Tudor, en l’église luthérienne Saint-Jean de Paris. Il en édite un disque. Sur la scène de l’Opéra-Comique (salle Favard) de Paris, il chante en costume le rôle de David du David et Jonathas de Marc-Antoine Charpentier.
En 1985, il s’attelle à la rédaction d’un livre consacré à la musique anglaise. L’ouvrage, dédié à la mémoire d’Alfred Deller, paraît en janvier 1986.
Le 10 mai 1986, il crée la « Cantate n° 2, Op.20 » composée par Frédérick Martin sur un poème de Friedrich Hölderlin.
Le lundi 2 février 1987, Henry de Rouville donne son dernier concert en l’église luthérienne Saint-Jean, à Paris.

## Vie privée
Henry de Rouville est le fils de Guy Gervais de Rouville, industriel et résistant, principal organisateur du Maquis de Vabre durant la Seconde Guerre mondiale et d'Odile Schlumberger, par laquelle il est l’un des descendants de François Guizot.
Il meurt à l’âge de 33 ans, le jeudi 24 novembre 1988 à l'hôpital de l'Institut Pasteur de Paris.
Il est inhumé le vendredi 2 décembre, dans l'enclos familial du cimetière protestant de la commune de Vabre, dans le Tarn.

## Postérité
En 1992, ses parents ont légué ses partitions à la médiathèque Nadia-Boulanger du Conservatoire national supérieur de musique et de danse de Lyon.

## Compositions
- 1973 : Euterpe, pour flûte seule, op. 1 n° 1, Gérard Billaudot Éditeur, Paris, cop. 1977[8], préface de Robert Hériché[9].
- 1973 : Badinerie, sur un thème italien du XVIIIe s., pour 2 flûtes, op. 0 n° 1, Gérard Billaudot Éditeur, Paris, cop. 1977[10], préface de Robert Hériché.

## Discographie

### Choriste
- 1980 : Roland de Lassus.
- 1981 : Francis Poulenc, Groupe vocal de France, dir. John Alldis, avec Marie-Claire Alain (orgue), 33 tours 30 cm (pochette ouvrante) EMI/La Voix de son maître (C 069-73.030) – Rééd. : CD (CDM 5 65165 2), 1987[11].

Face 1
1. Exultate Deo, motet pour les fêtes solennelles, pour chœur mixte a cappella
2. Litanies à la Vierge noire, pour chœur de femmes
3. Quatre motets pour un temps de pénitence, pour chœur mixte a cappella
4. Salve Regina, pour chœur mixte a cappella

Face 2
1. Laudes de saint Antoine de Padoue, pour chœur d’hommes a cappella
2. Ave verum corpus, motet à 3 voix de femmes
3. Quatre motets pour le temps de Noël, pour chœur mixte a cappella

### Soliste
- 1982 : Henry de Rouville (chant), Philippe Huelle (luth), Chansons anglaises de l'époque Tudor, 33 tours 17cm, stéréo, éd. H. de Rouville (7A)[12].

Face 1
1. Coventry Carol (chant de Noël), anonyme du XVe siècle[13].
2. O Mistress Mine, Thomas Morley (1557-1630)[14].
3. The Three Ravens (romance), anonyme du XVIe siècle.
4. When To Her Lute Corina Sings, Thomas Campian (1576-1620)[15].

Face 2
1. Barbara Allen (ballade), anonyme du XVe siècle.
2. Come, Kiss Me Sweet ; Oh, My Love ; Arise Thou Northwind et Who Is This?, Orlando Gibbons (1583-1625)[16].
3. Once I Loved a Maiden Fair (pièce pour luth), anonyme du XVIIe siècle.

## Écrits

### Essai
- Henry de Rouville, La Musique anglaise, Presses universitaires de France, coll. « Que sais-je ? », n° 2246, 128 p., broché, 11,5 × 17,5 cm, 9 janvier 1986,  (ISBN 213039115X).

### Notices pour des albums
- 1979 : Music for a While, Alfred Deller (haute-contre), Wieland Kuijken (basse de viole), William Christie (clavecin) et Roderick Skeaping (violon baroque), Harmonia Mundi (HM 249).
- 1980 : Johannes Brahms, Variations et fugue sur un thème de Händel, Rudolf Serkin (piano), dir. Allen Weinberg, CBS (35177).
- 1980 : Lalo – Saint-Saëns, Cello Concertos, Yo-Yo Ma (violon), dir. Lorin Maazel, CBS (35848).
- 1980 : Richard Strauss, Also sprach Zarathustra, New-York Philharmonic, dir. Zubin Mehta, CBS (35888).
- 1981 : Tchaïkovski, Concerto n° 1, New-York Philharmonic, Emil Gilels (piano), dir. Zubin Mehta, CBS (36660).